# Халеп, Симона
Симо́на Хале́п (рум. Simona Halep; род. 27 сентября 1991, Констанца) — румынская теннисистка, бывшая первая ракетка мира. Победительница двух турниров Большого шлема в одиночном разряде (Открытый чемпионат Франции 2018, Уимблдон 2019); финалистка трёх турниров Большого шлема в одиночном разряде (Открытый чемпионат Франции 2014 и 2017, Открытый чемпионат Австралии 2018); победительница 25 турниров WTA (из них 24 в одиночном разряде); третья теннисистка в истории, заработавшая призовыми более $40 000 000.
Победительница одного юниорского турнира Большого шлема в одиночном разряде (Открытый чемпионат Франции 2008); бывшая первая ракетка мира в юниорском рейтинге.

## Общая информация
Семья Симоны — из аромунов. Отец — Стере — директор молочного завода в Румынии, а также бывший футболист; мать зовут Таня. У Симоны есть старший брат Николае, который и привёл её в теннис в возрасте четырёх лет.
Любит играть на всех покрытиях; лучшим своим ударом считает подачу. Любимый турнир — Открытый чемпионат Франции. Кумирами в мире тенниса Халеп называет Роджера Федерера и Жюстин Энен.
В 2009 году ради теннисной карьеры решилась на операцию по уменьшению груди (которая успешно прошла в июле).
15 сентября 2021 года в румынском городе Мамай вышла замуж за 42-летнего бизнесмена аромунского происхождения Тони Юруца.

## Спортивная карьера

### Начало карьеры
Юниорские годы

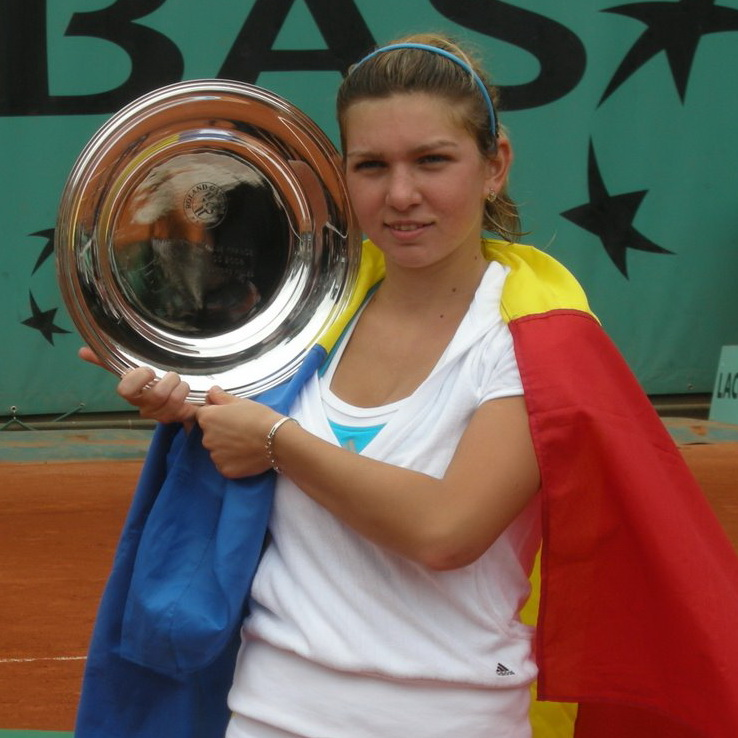
Халеп — победительница юниорского Открытого чемпионата Франции 2008 года

Халеп уже в юниорские годы числилась одной из надежд национальной федерации. В 13 лет она провела свой первый турнир среди старших юниоров и постепенно достигла уровня лидеров: регулярно играя в решающих стадиях всё более и более престижных турниров она к весне 2007 года вошла в число сотни лучших теннисисток рейтинга, выиграла свой первый титул G1 (в Умаге) и дебютировала на юниорских соревнованиях Большого шлема.
Через год, стабильно играя в крупных соревнованиях, румынка пробивается в лидеры рейтинга: в январе она прерывает пятнадцатиматчевую беспроигрышную серию Анастасии Павлюченковой на Открытом чемпионате Австралии, впервые пройдя в полуфинал Большого шлема, а позже, весной, последовательно выиграв миланский GA и Открытый чемпионат Франции, поднимается на первую строчку классификации. Имея возможность ещё некоторое время поиграть со сверстницами, Халеп предпочитает сосредоточиться на играх в профессиональном туре.
Начало взрослой карьеры
В 2006 году румынка начала взрослую карьеру — сыграны два небольших турнира в Бухаресте. В мае 2007 года она выиграла первые титулы из цикла ITF на двух 10-тысячниках в Бухаресте в одиночном и парном разрядах.
В марте 2008 года в Минске Халеп впервые сыграла на взрослом турнире вне Румынии. На 25-тысячнике ITF в испанской Ла-Пальме её удалось выйти в 1/4 финала и одолеть игрока топ-200 (Анастасию Екимову). В мае Симоной сыгран первый матч против действующего игрока первой сотни одиночного рейтинга — в четвертьфинале турнира в Бухаресте Сорана Кырстя (тогдашний № 92) взяла верх над Симоной только в трёх сетах (при этом уступив первый). В июне она выиграла первый 25-тысячник ITF, который проводился в Швеции.
В феврале Симона участвовала в квалификации турнира WTA — во втором раунде отбора в Париже уступила Юлии Гёргес. В начале мая она дошла до финала 50-тысячника ITF в хорватской Макарске, уступив там Татьяне Малек. Несколькими днями позже Симона вышла в четвертьфинал одиночного разряда 100-тысячника ITF в Бухаресте; а в парном разряде дуэт Халеп / Бегу взял главный трофей. Затем румынка попробовала впервые пробиться в основу взрослого турнира Большого Шлема — Роланн Гаррос, который закончился для Симоны во втором раунде квалификации. В середине сезона, сославшись на неважные спортивные результаты, румынка сделала успешную операцию по уменьшению груди. В сентябре она выиграла 25-тысячник ITF в Мариборе. В октябре к Симоне пришла долгожданная победа над игроком топ-100 — в первом круге турнира ITF в Сен-Рафаэле переиграна немка Анжелика Кербер (на тот момент 95-я ракетка мира). В ноябре ей удалось отметиться в полуфинале 50-тысячника в Минске, что позволило Симоне впервые попасть в топ-200.

### 2010—2012 (попадание в топ-50)

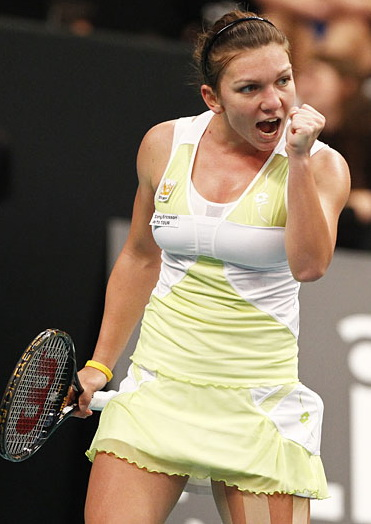
Халеп в квалификации на турнир в Париже 2010 года

2010 год Халеп начала с двух отборов крупных турниров — на Открытый чемпионат Австралии, где уступила уже в дебютном матче, а на зимнем турнире в Париже прошла во второй раунд квалификации. В феврале она также дебютировала в составе сборной Румынии в высшей группе регионального дивизиона в рамках Кубка Федерации. В немецком Биберахе — в полуфинале 50-тысячника ITF Симона уступила будущей победительнице Юханне Ларссон, предварительно переиграв второй номер посева — 91-ю ракетку мира Ивонн Мойсбургер.
В начале апреля 2010 года в очередном отборе на турнир WTA — на этот раз в испанской Марбелье Симона впервые вышла в основную сетку соревнований WTA-тура. В первом матче на этом уровне она прошла Ивету Бенешову, а затем обыграла Сорану Кырстя. В четвертьфинале Симону ждала теннисистка из первой двадцатки — Флавия Пеннетта. Халеп сумела навязать равную борьбу, но уступила — 4-6 6-7(4). Этот выход в четвертьфинал позволил румынской теннисистке впервые попасть в топ-150 одиночного рейтинга. Затем был турнир в Барселоне — вновь пройдя квалификацию, Симона попала в первом же круге уступила Карле Суарес Наварро. После недельной паузы Симона попробовала силы на турнире в Фесе. Румынская спортсменка в третий раз подряд прошла квалификацию и, обыграв по ходу турнира сразу двух сеяных теннисисток (в том числе Патти Шнидер), вышла в свой первый одиночный финал WTA. Сходу выиграть титул не удалось — Халеп уступила более опытной Ивете Бенешовой — 4-6, 2-6.
В конце мая 2010 года, пройдя в финале отбора на Ролан Гаррос Бетани Маттек-Сандс, Халеп удалось впервые сыграть в основной сетке Большого шлема. Симоне выпало сыграть с одной из сильнейших теннисисток того периода Самантой Стосур. Румынка уступила будущей финалистке в двух сетах. В дальнейшем Симона играла турниры не ниже 100-тысячников ITF. После полуфинала в Биаррице румынка впервые вышла в топ-100 одиночного рейтинга. Притирка к новому уровню проходила относительно долго — во время североамериканско-азиатского отрезка сезона Симона около десятка раз пересекалась с представительницами Top-100 и лишь трижды одерживала победы. В октябре на 100-тысячнике ITF в Торхауте: впервые с Феса ей удалось дойти до финала, переиграв трёх игроков из первой сотни. Это результат позволил подняться на рекордную на тот момент (82-ю) позицию рейтинга.
Симона начала 2011 год в Окленде, где дошла до четвертьфинала. На последовавшем вскоре Открытом чемпионате Австралии Халеп впервые добралась до третьего круга Большого шлема. Результаты января позволили улучшить одиночный рейтинг — румынка поднялась на 63-ю строчку. Далее Халеп без особых успехов сыграла несколько турниров. В апреле она второй год подряд вышла в финал грунтового турнира в Фесе, где на этот раз уступила итальянке Альберте Брианти (4-6, 3-6). На Ролан Гаррос и дебютном в основной сетке Уимблдоне румынке удалось выйти во второй раунд. На Открытом чемпионате США Халеп одержала первую в карьере победу над теннисисткой из первой десятки рейтинга WTA. Она переиграла китаянку Ли На (№ 6 в мире на тот момент) в первом раунде со счётом 6-2, 7-5. Вскоре после этого турнира Халеп впервые входит в число сорока сильнейших теннисисток мира в одиночном рейтинге.
Лучшим результатом в начале сезона 2012 года для Халеп стал четвертьфинал в Хобарте. Следующей 1/4 финала она достигла в апреле на грунте в Барселоне, а на турнире в Фесе румынка вышла в полуфинал. В мае Симона добралась до финала турнира премьер-серии в Брюсселе, где проиграла Агнешке Радваньской (5-7, 0-6). В августе Халеп приняла участие на первых в своей карьере Олимпийских играх в Лондоне. Она не смогла преодолеть первый раунд, проиграв на этой стадии в одиночном и парном разряде.

### 2013—2015 (первые титулы WTA, финал на Ролан Гаррос и № 2 в мире)

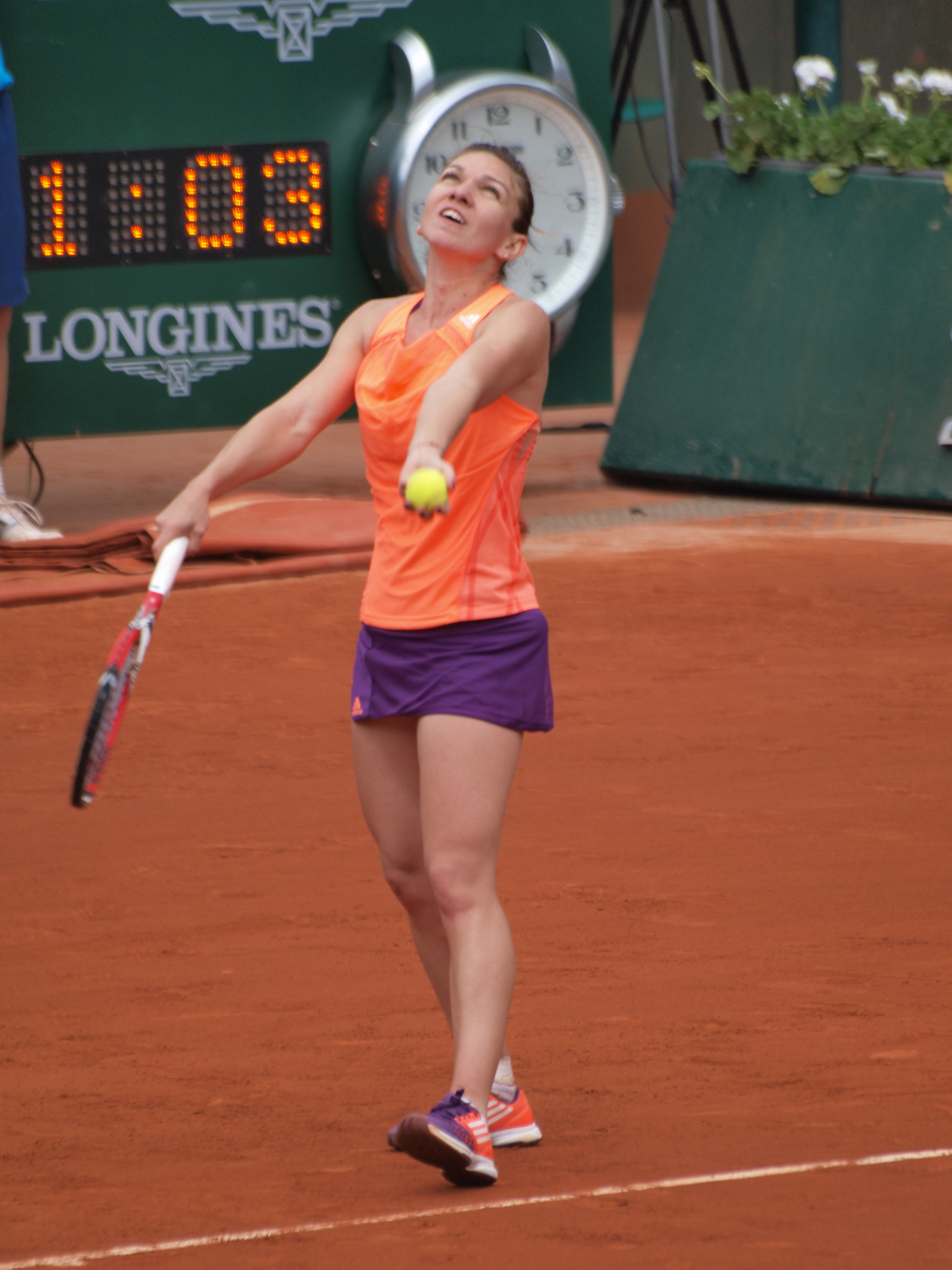
Халеп на Открытом чемпионате Франции 2014 года

Старт сезона 2013 года прошёл для Халеп без особых успехов. В мае румынка вновь совершила прорыв на крупном турнире в Риме. Начав свой путь с квалификации, ей удалось выйти в полуфинал, пройдя Агнешку Радваньскую, Роберту Винчи и Елену Янкович. В июне она выиграла свой первый в карьере титул WTA — грунтовый турнир в Нюрнберге, оказавшись сильнее Андреи Петкович (6-3, 6-3) в финале. Затем на траве в Хертогенбосе она выиграла второй турнир подряд. В решающем матче она переиграла Кирстен Флипкенс — 6-4, 6-2. На Уимблдоне Симона проиграла уже во втором круге, уступив шестой сеянной Ли На.
В июле 2013 года румынка выиграла ещё один трофей, победив на соревновании в Будапеште, обыграв в финале Ивонн Мойсбургер (6-3, 6-7(7), 6-1). В середине августа она дошла до четвертьфинала на крупном турнире в Цинциннати (уступив Серене Уильямс)/ Затем она выиграла свой уже четвёртый титул в сезоне — на призе в Нью-Хэйвене. В решающих раунда Симона переиграла двух теннисисток из топ-10: Каролину Возняцки (6-2, 7-5) и Петру Квитову (6-2, 6-2). На Открытом чемпионате США она впервые оформила выход в четвёртый раунд на Больших шлемах. В октябре Халеп победила на соревновании премьер-серии в Москве, обыграв в решающем матче Саманту Стосур (7-6(1), 6-2). В конце сезона она победила на Итоговом призе международной серии в Софии, где в финале вновь обыграла австралийку Стосур (2-6, 6-2, 6-2). Эти два титула позволили румынке к концу года подняться на одиннадцатую строчку одиночного рейтинга. Всего по итогам сезона она выиграла сразу шесть титулов и по этому показателю стала второй после Серены Уильямс. Она получила награду WTA за лучший прогресс 2013 года.
В январе 2014 года на Австралийском чемпионате румынка пробилась в свой первый четвертьфинал на турнирах Большого шлема. После этого выступления Симона впервые вошла в первую десятку мирового рейтинга. В феврале она выиграла свой первый титул на турнире серии Премьер 5 — в Дохе, последовательно переиграв трёх игроков топ-10 (включая Анжелику Кербер в финале — 6-2, 6-3). В марте удачная серия была продолжена на престижном турнире в Индиан-Уэлсе, где Симона пробилась в полуфинал, уступив лишь Агнешке Радваньской. После калифорнийского соревнования румынка взяла паузу в выступлениях на несколько недель, испытывая проблемы со стопой, но вскоре вернулась в протур. В апреле она помогла сборной Румынии одержать важную победу в переходном турнире Кубка Федерации, добыв Румынии право впервые за 23 года сыграть в элитной части турнира. В мае на грунтовом премьер-турнире высшей категории в Мадриде Халеп переиграла в полуфинале Петру Квитову и сыграла решающий матч за главный приз. В финале она не смогла победить Марию Шарапову, проиграв россиянке со счётом 6-1, 2-6, 3-6. На главном грунтовом турнире — Открытом чемпионате Франции Халеп, у которой лучшим достижением на Большом шлеме был четвертьфинал в Австралии, смогла дойти до первого в карьере финала этой престижной серии. На пути к титулу на любимом турнире встала россиянка Мария Шарапова, обыгравшая румынку в трёх сетах. К началу Ролан Гаррос Симона уже была 4-й ракеткой мира, а после турнира поднялась на 3-ю строчку.
| Стадия  | Соперница (посев)       | Рейтинг | Счёт           |
| 1 раунд | Алиса Клейбанова        | 87      | 6-0 6-2        |
| 2 раунд | Хезер Уотсон (Q)        | 92      | 6-2 6-4        |
| 3 раунд | Мария Тереса Торро Флор | 55      | 6-3 6-0        |
| 4 раунд | Слоан Стивенс (15)      | 19      | 6-4 6-3        |
| 1/4     | Светлана Кузнецова (27) | 28      | 6-2 6-2        |
| 1/2     | Андреа Петкович (28)    | 27      | 6-2 7-6(4)     |
| Финал   | Мария Шарапова (7)      | 8       | 4-6 7-6(5) 4-6 |

На Уимблдоне-2014 Халеп также сыграла уверенно, впервые пройдя в полуфинал главного травяного турнира. На этой стадии она не смогла справиться с Эжени Бушар. В июле она сыграла на турнире в родной Румынии — в Бухаресте. Симона уверенно победила на глазах домашней публики, переиграв в финале итальянку Роберту Винчи (6-1, 6-3). В августе она переместилась в мировом рейтинге на вторую строчку. Первый турнир в новом статусе в Цинциннати принёс Симоне выход в 1/4 финала. Следующий раз до четвертьфинала ей удалось дойти уже в октябре на премьер-турнире в Пекине. Первый в карьере Халеп Итоговый турнир WTA сложился удачно. Симона вышла из группы, разгромив в одном тогдашнюю первую ракетку мира Серену Уильямс (6-0, 6-2). В полуфинале она обыграла Агнешку Радваньскую (6-2, 6-2), а в титульном матче вновь встретилась с Сереной Уильямс, но на этот раз проиграла со счётом 3-6, 0-6. Этот сезон Халеп закончила в качестве третьей ракетки мира.
Перед стартом сезона 2015 года 23-летняя румынская теннисистка полностью сменила свой тренерский штаб. На первом для себя в году турнире в китайском Шэньчжэне она смогла выиграть очередной титул. В финале Халеп обыграла Тимею Бачински (6-2, 6-2). На Открытом чемпионате Австралии она во второй раз подряд дошла до четвертьфинала. В феврале Халеп взяла 10-й в карьере титул WTA, став чемпионкой на премьер-турнире в Дубае. В решающем матче была переиграна Каролина Плишкова — 6-4 7-6(4). В марте Симона впервые выиграла турнир высшей категории премьер-серии. Она смогла стать сильнейшей на турнире в Индиан-Уэлсе, где в финале была повержена Елена Янкович (2-6, 7-5, 6-4). На следующем супер-турнире в Майами Халеп дошла до полуфинала. В грунтовой части сезона она дважды выходила в 1/2 финала: в Штутгарте и Риме.
В августе 2015 года Халеп отметилась выходами в финал на двух крупных турнирах: в Торонто и Цинциннати. В первом она отказалась от продолжения матча в третьем сете против Белинды Бенчич (6-7(5), 7-6(4), 0-3), а во втором проиграла американке Серене Уильямс (3-6, 6-7(5)). На Открытом чемпионате США Симона впервые смогла выйти в полуфинал этого турнира Большого шлема. В осенней части сезона сильных результатов Халеп не показывала. На Итоговом турнире она не смогла выйти из группы, проиграв два матча из трёх. Несмотря на это, Халеп смогла завершить сезон в ранге второй ракетки мира.

### 2016—2017 (№ 1 в мире и второй финал на Ролан Гаррос)

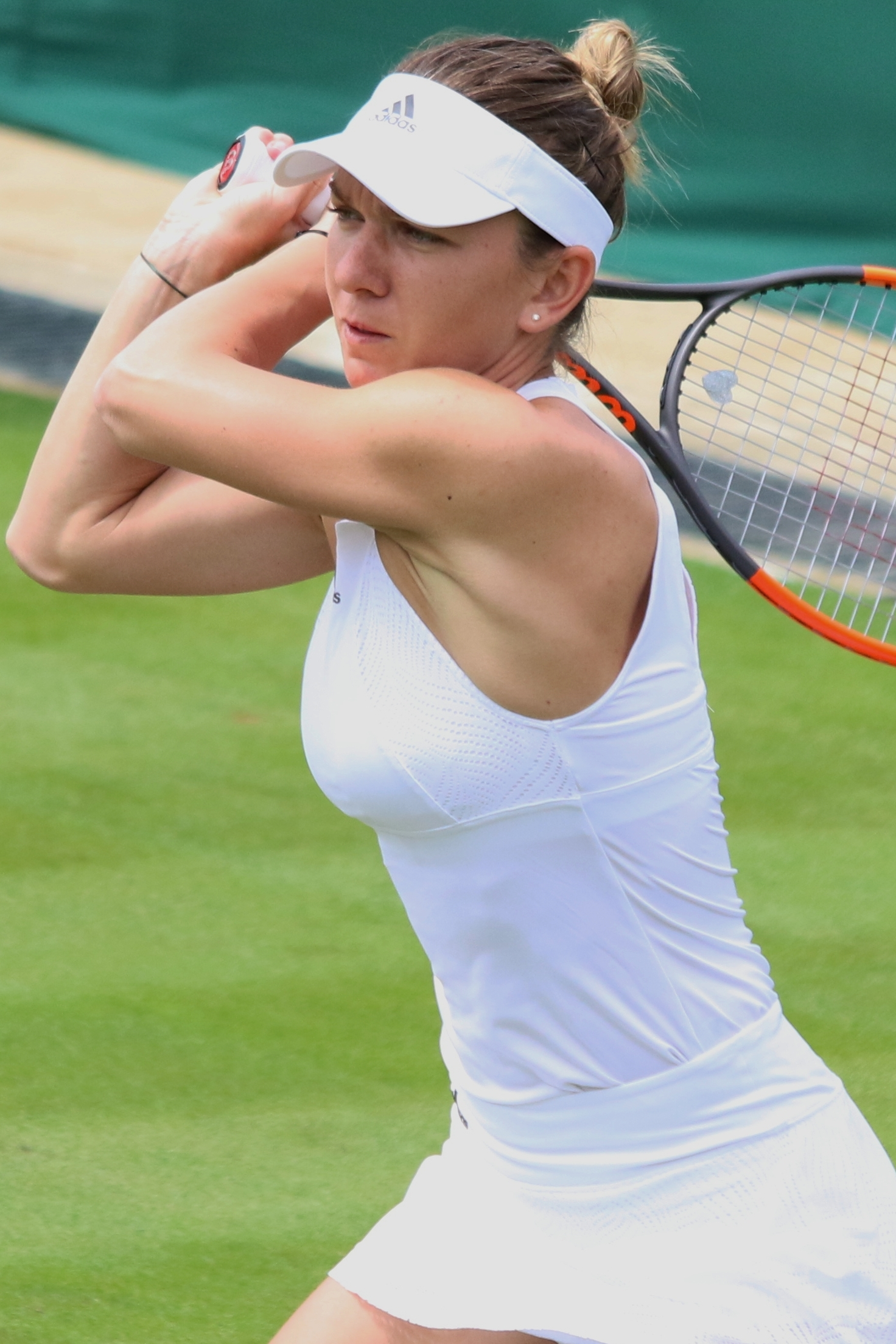
Халеп на Уимблдонском турнире 2017 года

Старт сезона 2016 года получился для Халеп не слишком удачным. Лучшего результата она достигла на первом в году турнире в Сиднее. В марте на супер-турнирах в Индиан-Уэлсе и Майами она доигрывала до стадии четвертьфинала. В начале мая на следующем турнире высшей категории премьер в Мадриде Симона смогла завоевать титул. В финальном матче она переиграла словачку Доминику Цибулкову (6-2, 6-4). На Открытом чемпионате Франции она добралась до четвёртого раунда, где проиграла Саманте Стосур. На Уимблдоне Халеп сыграла в четвертьфинале, но уступила на этом этапе Анжелике Кербер. В июле она выиграла турнир у себя на родине в Бухаресте, победив в титульной встрече Анастасию Севастову в сухую (6-0, 6-0). В конце июля румынка стала чемпионкой турнира серии премьер 5 в Монреале. В полуфинале она нанесла поражение № 2 в мире Анжелике Кербер (6-0, 3-6, 6-2), а в финале обыграла американку Мэдисон Киз (7-6(2), 6-3). Также на турнире в Канаде Халеп сыграла первый финал в туре в парном разряде, выступив в команде с Моникой Никулеску.
Халеп не сыграла на Олимпийском турнире в Рио-де-Жанейро из-за опасений заразиться вирусом Зика. В августе на турнире в Цинциннати румынка дошла до полуфинала, проиграв там Анжелике Кербер. На Открытом чемпионате США Симона Халеп дошла до 1/4 финала, где на её пути встала первая ракетка мира Серена Уильямс. В конце сентября она сыграла в полуфинале турнира серии премьер 5 в Ухане. В конце октября на Итоговом турнире в Сингапуре Халеп на групповом этапе потерпела два поражения (оба в двух сетах — от Цибулковой и Кербер) и одержала одну победу в первом туре над Мэдисон Киз из США. В результате Симона не вышла в полуфинал, а по итогам сезона заняла 4-ю строчку в классификации.
Начало сезона 2017 года Халеп провела неровно. Выиграть более одного матча на турнире ей впервые в сезоне удалось в марте в Майами, где она дошла до четвертьфинала. намного лучше Халеп провела грунтовую часть сезона. В апреле на премьер-турнире в Штутгарте она вышла в полуфинал. В мае Симона защитила титул на турнире высшей категории в Мадриде. В финале она в борьбе переиграла Кристину Младенович (7-5, 6-7(5), 6-2). На следующем крупном турнире в Риме она смогла выйти в финал, но проиграла матч за чемпионский титул Элине Свитолиной (6-4, 5-7, 1-6). Набрав хорошую форму, Халеп приехала на Ролан Гаррос в качестве одного из фаворитов и имела третий номер посева. Она смогла выйти в финал в Париже во второй раз в карьере и считалась фавориткой в матче с 20-летней Еленой Остапенко из Латвии. Но Остапенко сотворила сенсацию и выиграла первый Большой шлем и одиночный титул WTA в карьере. После выступления во Франции Халеп вернула себе второе место в рейтинге и стала лидером чемпионской гонки, опередив Плишкову и Свитолину.
| Стадия  | Соперница (посев)         | Рейтинг | Счёт           |
| 1 раунд | Яна Чепелова              | 89      | 6-2 6-3        |
| 2 раунд | Татьяна Мария             | 102     | 6-4 6-3        |
| 3 раунд | Дарья Касаткина (26)      | 28      | 6-0 7-5        |
| 4 раунд | Карла Суарес Наварро (21) | 23      | 6-1 6-1        |
| 1/4     | Элина Свитолина (5)       | 6       | 3-6 7-6(6) 6-0 |
| 1/2     | Каролина Плишкова (2)     | 3       | 6-4 3-6 6-3    |
| Финал   | Елена Остапенко           | 47      | 6-4 4-6 3-6    |

На Уимблдонском турнире 2017 года Халеп доиграла до четвертьфинала. В августе она вышла в полуфинал в Торонто и финал в Цинциннати, в котором разгромно проиграла Гарбинье Мугурусе (1-6, 0-6). В начале октября на крупном турнире в Пекине Симона также смогла выйти в финал, который проиграла француженки Каролин Гарсии (4-6, 6-7(3)). Несмотря на поражение, Халеп смогла возглавить мировой женский рейтинг. Она стала первой представительницей Румынии, которая возглавила женский рейтинг в любом из разрядов. На Итоговом турнире Халеп сыграла не слишком удачно. Она проиграла два матча из трёх и не вышла из группы. Несмотря на это, она сохранила первое место в рейтинге по итогам сезона.

### 2018—2019 (победа на Ролан Гаррос и Уимблдоне и финал в Австралии)
6 января 2018 года в финале турнира WTA в Шэньчжэне Симона Халеп обыграла Катерину Синякову из Чехии со счётом 6:1, 2:6, 6:0 и выиграла первый турнир в текущем году. На этом турнире она в дуэте с Ириной-Камелией Бегу выиграла и парный турнир. На Открытом чемпионате Австралии Халеп вышла в финал. По ходу турнира она смогла выиграть два тяжелейших матча. В третьем раунде для победы над американкой Лорен Дэвис потребовалось сыграть 48 геймов, а последний сет завершился при счёте 15-13. Их матч по количеству сыгранных геймов повторил рекорд турнира 1996 года, который установили Чанда Рубин и Аранча Санчес Викарио. В полуфинале румынка одолела Анжелику Кербер в последнем сете со счётом 9-7. В решающем матче Симона сыграла против Каролины Возняцки. Обе теннисистки в разное время становились первыми ракетками мира, но ни разу ещё не побеждали на Больших шлемах. Также в этом матче решалось, кто станет действующем лидером рейтинга после турнира. По итогу первого успеха на турнирах серии смогла достичь Возняцки, которая одержала победу над Халеп в трёх сетах.
| Стадия  | Соперница (посев)     | Рейтинг | Счёт           |
| 1 раунд | Дестани Айява (WC)    | 193     | 7-6(5) 6-1     |
| 2 раунд | Эжени Бушар           | 112     | 6-2 6-2        |
| 3 раунд | Лорен Дэвис           | 76      | 4-6 6-4 15-13  |
| 4 раунд | Наоми Осака           | 72      | 6-3 6-2        |
| 1/4     | Каролина Плишкова (6) | 6       | 6-3 6-2        |
| 1/2     | Анжелика Кербер (21)  | 16      | 6-3 4-6 9-7    |
| Финал   | Каролина Возняцки (2) | 2       | 6-7(2) 6-3 4-6 |

В феврале 2018 года Халеп вышла в полуфинал турнира в Дохе и вернула себе первое место в рейтинге. В марте она дошла до полуфинала в Индиан-Уэлсе. В мае она отметилась четвертьфиналом в Мадриде и выходом в финал турнира в Риме, в котором Симона проиграла Элине Свитолиной (0-6, 4-6). На Открытом чемпионате Франции Халеп в третий раз в карьере и второй год подряд вышла в финал. Этот финал стал для румынки четвёртым в карьере на Больших шлемах и впервые она смогла выиграть главный приз на соревнованиях самой престижной серии. В решающем матче Халеп одолела американку Слоан Стивенс в трёх сетах.
| Стадия  | Соперница (посев)     | Рейтинг | Счёт           |
| 1 раунд | Алисон Риск           | 83      | 2-6 6-1 6-1    |
| 2 раунд | Тейлор Таунсенд (WC)  | 72      | 6-3 6-1        |
| 3 раунд | Андреа Петкович       | 107     | 7-5 6-0        |
| 4 раунд | Элизе Мертенс (16)    | 16      | 6-2 6-1        |
| 1/4     | Анжелика Кербер (12)  | 12      | 6-7(2) 6-3 6-2 |
| 1/2     | Гарбинье Мугуруса (3) | 3       | 6-1 6-4        |
| Финал   | Слоан Стивенс (10)    | 10      | 3-6 6-4 6-1    |

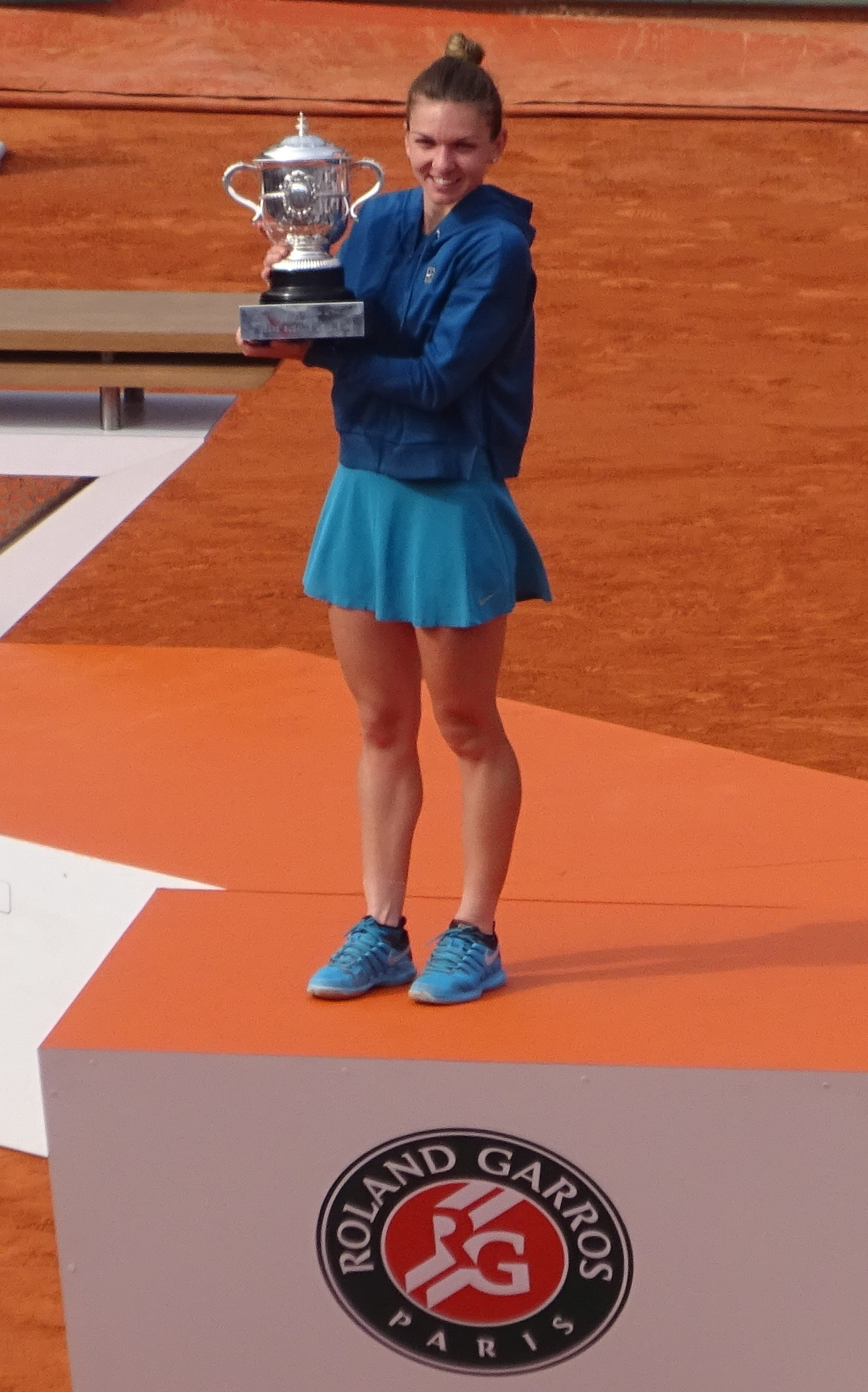
Халеп после победы на Ролан Гаррос 2018 года

На Уимблдоне 2018 года Халеп проиграла в третьем раунде тайваньской теннисистке Се Шувей в трёх сетах. В августе на премьер турнире в Монреале она снова сыграла в финале против Слоан Стивенс и, как и в Париже, смогла выиграть (7-6(6), 3-6, 6-4). На следующем турнире серии премьер 5 в Цинциннати Симона достигла финала, но на этот раз проиграла Кики Бертенс (6-2, 6-7(6), 2-6). До конца сезона она сыграла лишь на трёх турнирах, включая Открытый чемпионат США и каждый раз проигрывала в первом же матче. Из-за травмы спины она была вынуждена не сыграть на Итоговом турнире. Несмотря на это и плохие результаты в концовке сезона, рейтинговых очков хватило, чтобы Халеп сохранила звание первой ракетки мира по итогам года.
На Открытом чемпионате Австралии 2019 года прошлогодняя финалистка Халеп проиграла в четвёртом раунде Серене Уильямс и, потеряв много рейтинговых очков, опустилась на третье место в мировом рейтинге. В феврале она сыграла в финале премьер-турнира в Дохе, в котором проиграла Элизе Мертенс (6-3, 4-6, 3-6). В Дубае её результатом стал четвертьфинал. На мартовских крупных турнирах в США Халеп лучше всего выступила в Майами, где смогла достичь полуфинала. Грунтовый отрезок сезона начала с выхода в финал на турнире в Мадриде, в котором она проиграла Кики Бертенс. На Ролан Гаррос Халеп защищала свой прошлогодний титул, однако на этот раз её результатом стал выход в четвертьфинал, где её обыграла Аманда Анисимова из США. Потеря рейтинговых очков привела к падению на восьмое место с третьего в мировом рейтинге.
В июне сыграла на травяном турнире в Истборне, где вышла в четвертьфинал. Успех настиг Симону во время Уимблдона-2019, где румынка успешно добралась до финала, в котором победила многократную победительницу различных турниров Серену Уильямс, таким образом, завоевав свой первый титул на Уимблдоне и второй на Больших шлемах.
| Стадия  | Соперница (посев)   | Рейтинг | Счёт        |
| 1 раунд | Александра Соснович | 36      | 6-4 7-5     |
| 2 раунд | Михаэла Бузарнеску  | 53      | 6-3 4-6 6-2 |
| 3 раунд | Виктория Азаренко   | 40      | 6-3 6-1     |
| 4 раунд | Кори Гауфф (Q)      | 313     | 6-3 6-3     |
| 1/4     | Чжан Шуай           | 50      | 7-6(4) 6-1  |
| 1/2     | Элина Свитолина (8) | 8       | 6-1 6-3     |
| Финал   | Серена Уильямс (11) | 10      | 6-2 6-2     |

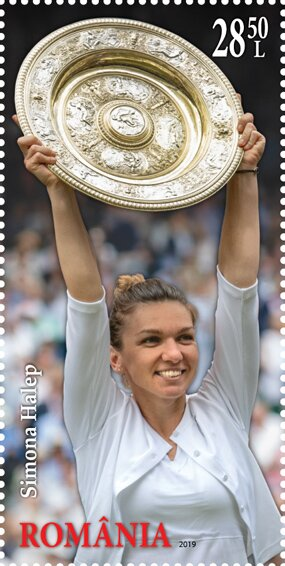
Почтовая марка, посвященная победе Халеп на Уимблдоне 2019 года

После триумфа на Уимблдоне 2019 года Халеп поднялась в рейтинге на 4-е место. В августе она вышла в четвертьфинал в Торонто. На Открытом чемпионате США неожиданно проиграла во втором раунде американке Тейлор Таунсенд в трёх сетах. В осенней части сезона сыграла на трёх турнирах, в том числе и на Итоговом турнире, где не смогла выйти из группы.

### 2020—2021 (серия из 17-ти побед подряд и череда травм)
В 2020 году Халеп начала выступления с турнира в Аделаиде, где выиграла один матч и вышла в четвертьфинал. На Открытом чемпионате Австралии ей удалось впервые доиграть до полуфинала, в котором её переиграла Гарбинье Мугуруса. После этого она выступала до конца сезона в ранге второй ракетки мира. В феврале она добилась 20-го одиночного титула в WTA-туре, взяв его на соревновании в Дубае. После паузы в сезоне в августе был взят ещё один титул на турнире в Праге. Пропустив североамериканские турниры, она в сентябре выиграл третий турнир подряд, став лучшей в Риме. В полуфинале была пройдена Мугуруса, а в финале она обыграла № 4 в мире Каролину Плишкову на отказе соперницы во втором сете. Первое поражение за 18 матчей она потерпела в октябре в четвёртом раунде Ролан Гаррос от итоговой чемпионке того розыгрыша турнира Иги Свёнтек.
В 2021 году результаты Халеп сильно упали и сезон был омрачен травмами теннисистки . На первом для себя турнире в Мельбурне она вышла в четвертьфинал. На Открытом чемпионате Австралии она вышла также в четвертьфинал, обыграв в четвёртом раунде Игу Свёнтек, но затем уступив Серене Уильямс. Далее Халеп начала пропускать турниры и сыграла за два месяца один матч на турнире в Майами. В грунтовом отрезке сезона она сыграла на трёх турнирах, на которых один раз в Штутгарте вышла в полуфинал. Из-за травмы она снялась с Ролан Гаррос и затем не выступила на Уимблдоне. Из-за пропусков и слабых результатом Халеп в начале августа впервые с январе 2014 года покинула пределы топ-10 женского рейтинга. Возвращение на корт состоялось на турнире WTA 1000 в Монреале. На Открытом чемпионате США она смогла выйти в четвёртый раунд, уступив Элине Свитолиной. Осенью Халеп отметилась финалом на домашнем турнире в Клуж-Напоке. Последним в сезоне стал турнир в Линце, где вышла в полуфинал, но снялась по итогу из-за травмы колена.

### 2022—2025 (дисквалификация за допинг, возвращение в теннис и завершение карьеры)

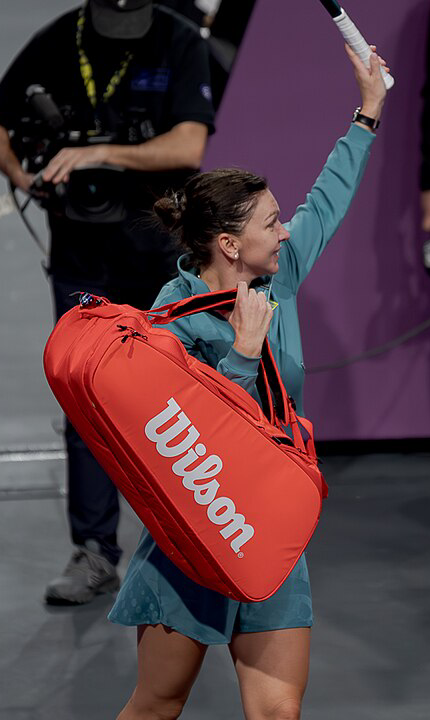
Халеп во время последнего матча в карьере в Клуж-Напоке

В 2022 году Халеп удалось стартовать с победы на турнире в Мельбурне. На Открытом чемпионате Австралии она уверенно добралась до четвёртого раунда, однако здесь в трёх сетах проиграла француженке Ализе Корне. В феврале в Дубае она вышла в полуфинал, обыграв в 1/4 финала № 10 в мире Онс Жабёр. Также полуфинала удалось достичь на крупном турнире в Индиан-Уэлсе. Следующий раз она сыграла уже в конце апреля на грунтовом соревновании в Мадриде, где прошла в четвертьфинал.  На Открытом чемпионате Франции она выбыла уже во втором раунде. Травяной отрезок прошёл более успешно. Халеп дважды вышла в 1/2 финала на подготовительных к Уимблдону турнирах в Бирмингеме и Бад-Хомбурге. На самом Уимблдонском турнире у неё также получилось пройти в стадию полуфинала, не проиграв ни сета. В четвёртом раунде была крупно обыграна № 4 в мире Паула Бадоса (6-1, 6-2), а в 1/4 финала Аманда Анисимова (6-2, 6-4). В борьбе за выход в финал Халеп уступила итоговой чемпионке Уимблдона того года — Елене Рыбакиной (3-6, 3-6).
В августе 2022 года Халеп сильно сыграла на турнире WTA 1000 в Торонто. Выиграв четыре матча подряд, она в полуфинале в трёх сетах обыграла № 7 в мире Джессику Пегулу, а в финале оказалась сильнее Беатрис Хаддад Майи из Бразилии (6-3, 2-6, 6-3). Победа в Канаде позволила вернуться в первую десятку и занять 6-е место. Однако развить свой успех не получилось и на Открытом чемпионате США Халеп неожиданно проиграла в первом раунде Дарье Снигур. После этого в сезоне Халеп больше не выступала.
В октябре 2022 года Халеп была отстранена от соревнований после того, как сдала положительный тест на запрещённый препарат роксадустат во время Открытого чемпионата США 2022 года. В сентябре 2023 года стало известно, что дисквалификация была подтверждена, также речь шла о неточностях в биологическом паспорте румынки. Халеп сможет вернуться на корты только в октябре 2026 года. Сама Халеп настаивает, что препарат попал в её организм случайно и намерена подать апелляцию.
Халеп подала апелляцию на четырёхлетнюю дисквалификацию в Спортивный арбитражный суд (CAS) в октябре 2023 года. Слушания по её делу проходили с 7 по 10 февраля 2024 года. Решение было опубликовано 5 марта. Суд согласился с утверждением Халеп о том, что её положительный тест, вероятно, был вызван загрязнением добавки, которую она принимала. Хотя суд установил, что Халеп действительно имела определённую степень вины или халатности при использовании добавки, это не может, оправдать многолетний бан. Таким образом, решение суда сократило первоначальный четырёхлетний запрет, наложенный Международной федерацией тенниса, до девяти месяцев, которые Халеп уже отбыла. Халеп было разрешено немедленно возвратиться после дисквалификации.
В марте 2024 года состоялось возвращение Халеп. Она получила уайлд-кард на турнир Майами, где выиграла первый сет у Паулы Бадосы, но в итоге проиграла в трёх сетах в первом раунде.
В 2025 году Халеп получила приглашение в отборочный турнир за попадание на Открытый чемпионат Австралии. Однако снялась с турнира из-за болей в колене и плече во время показательного турнира в Абу-Даби. В феврале 2025 года, проиграв матч первого круга турнира в Клуж-Напоке Лючии Бронцетти, Халеп объявила о своем уходе из профессионального тенниса.
«Я полностью реализовалась в профессиональном спорте, поэтому мне было легко принять решение. Я поняла, как трудно мне было последние 15 лет. Возможно, жизнь - это что-то другое. Я хочу наслаждаться тем, что чувствую сейчас. Мне кажется, пришло время взглянуть в другом направлении».

## Итоговое место в рейтинге WTA по годам
| Год  | Одиночный рейтинг | Парный рейтинг |
| ---- | ----------------- | -------------- |
| 2024 | 882               |                |
| 2022 | 10                | 1 250          |
| 2021 | 20                | 292            |
| 2020 | 2                 | 133            |
| 2019 | 4                 | 146            |
| 2018 | 1                 | 165            |
| 2017 | 1                 | 148            |
| 2016 | 4                 | 125            |
| 2015 | 2                 | 301            |
| 2014 | 3                 | 497            |
| 2013 | 11                | 484            |
| 2012 | 47                | 221            |
| 2011 | 53                | 197            |
| 2010 | 81                |                |
| 2009 | 210               | 281            |
| 2008 | 352               | 345            |

По данным официального сайта WTA.

## Выступления на турнирах

### Финалы турниров Большого шлема в одиночном разряде (5)

#### Победы (2)
| №  | Год  | Турнир                     | Покрытие | Соперница в финале | Счёт        |
| 1. | 2018 | Открытый чемпионат Франции | Грунт    | Слоан Стивенс      | 3-6 6-4 6-1 |
| 2. | 2019 | Уимблдон                   | Трава    | Серена Уильямс     | 6-2 6-2     |

#### Поражения (3)
| №  | Год  | Турнир                         | Покрытие | Соперница в финале | Счёт           |
| 1. | 2014 | Открытый чемпионат Франции     | Грунт    | Мария Шарапова     | 4-6 7-6(5) 4-6 |
| 2. | 2017 | Открытый чемпионат Франции (2) | Грунт    | Елена Остапенко    | 6-4 4-6 3-6    |
| 3. | 2018 | Открытый чемпионат Австралии   | Хард     | Каролина Возняцки  | 6-7(2) 6-3 4-6 |

### Финалы Итоговых турнировWTAв одиночном разряде (2)

#### Победа (1)
| №  | Год  | Турнир               | Покрытие   | Соперница в финале | Счёт        |
| 1. | 2013 | Турнир чемпионок WTA | Хард (зал) | Саманта Стосур     | 2-6 6-2 6-2 |

#### Поражение (1)
| №  | Год  | Турнир         | Покрытие   | Соперница в финале | Счёт    |
| 1. | 2014 | Финал тура WTA | Хард (зал) | Серена Уильямс     | 3-6 0-6 |

### Финалы турнировWTAв одиночном разряде (42)

#### Победы (24)
| Легенда:                                    |
| ------------------------------------------- |
| Турниры Большого шлема (2)*                 |
| Олимпиада (0)                               |
| Итоговый турнир WTA (0)                     |
| Турнир чемпионок WTA / Трофей элиты WTA (1) |
| Premier Mandatory / WTA 1000 Mandatory (3)  |
| Premier 5 / WTA 1000 (6)                    |
| Premier / WTA 500 (3)                       |
| International / WTA 250 (9+1)               |

| Титулы по покрытиям | Титулы по месту проведения матчей турнира |
| ------------------- | ----------------------------------------- |
| Хард (13+1)*        | Зал (2)                                   |
| Грунт (9)           | Зал (2)                                   |
| Трава (2)           | Открытый воздух (22+1)                    |
| Ковёр (0)           | Открытый воздух (22+1)                    |

* количество побед в одиночном разряде + количество побед в парном разряде.
| №   | Дата             | Турнир                     | Покрытие   | Соперница в финале   | Счёт            |
| 1.  | 15 июня 2013     | Нюрнберг, Германия         | Грунт      | Андреа Петкович      | 6-3 6-3         |
| 2.  | 22 июня 2013     | Хертогенбос, Нидерланды    | Трава      | Кирстен Флипкенс     | 6-4 6-2         |
| 3.  | 14 июля 2013     | Будапешт, Венгрия          | Грунт      | Ивонн Мойсбургер     | 6-3 6-7(7) 6-1  |
| 4.  | 24 августа 2013  | Нью-Хэйвен, США            | Хард       | Петра Квитова        | 6-2 6-2         |
| 5.  | 20 октября 2013  | Москва, Россия             | Хард (зал) | Саманта Стосур       | 7-6(1) 6-2      |
| 6.  | 3 ноября 2013    | Турнир чемпионок WTA       | Хард (зал) | Саманта Стосур       | 2-6 6-2 6-2     |
| 7.  | 16 февраля 2014  | Доха, Катар                | Хард       | Анжелика Кербер      | 6-2 6-3         |
| 8.  | 13 июля 2014     | Бухарест, Румыния          | Грунт      | Роберта Винчи        | 6-1 6-3         |
| 9.  | 10 января 2015   | Шэньчжэнь, Китай           | Хард       | Тимея Бачински       | 6-2 6-2         |
| 10. | 21 февраля 2015  | Дубай, ОАЭ                 | Хард       | Каролина Плишкова    | 6-4 7-6(4)      |
| 11. | 22 марта 2015    | Индиан-Уэлс, США           | Хард       | Елена Янкович        | 2-6 7-5 6-4     |
| 12. | 7 мая 2016       | Мадрид, Испания            | Грунт      | Доминика Цибулкова   | 6-2 6-4         |
| 13. | 17 июля 2016     | Бухарест, Румыния (2)      | Грунт      | Анастасия Севастова  | 6-0 6-0         |
| 14. | 31 июля 2016     | Монреаль, Канада           | Хард       | Мэдисон Киз          | 7-6(2) 6-3      |
| 15. | 13 мая 2017      | Мадрид, Испания (2)        | Грунт      | Кристина Младенович  | 7-5 6-7(5) 6-2  |
| 16. | 6 января 2018    | Шэньчжэнь, Китай (2)       | Хард       | Катерина Синякова    | 6-1 2-6 6-0     |
| 17. | 9 июня 2018      | Открытый чемпионат Франции | Грунт      | Слоан Стивенс        | 3-6 6-4 6-1     |
| 18. | 12 августа 2018  | Монреаль, Канада (2)       | Хард       | Слоан Стивенс        | 7-6(6) 3-6 6-4  |
| 19. | 13 июля 2019     | Уимблдон                   | Трава      | Серена Уильямс       | 6-2 6-2         |
| 20. | 22 февраля 2020  | Дубай, ОАЭ (2)             | Хард       | Елена Рыбакина       | 3-6 6-3 7-6(5)  |
| 21. | 16 августа 2020  | Прага, Чехия               | Грунт      | Элизе Мертенс        | 6-2 7-5         |
| 22. | 21 сентября 2020 | Рим, Италия                | Грунт      | Каролина Плишкова    | 6-0 2-1 — отказ |
| 23. | 9 января 2022    | Мельбурн (1), Австралия    | Хард       | Вероника Кудерметова | 6-2 6-3         |
| 24. | 14 августа 2022  | Торонто, Канада (3)        | Хард       | Беатрис Хаддад Майя  | 6-3 2-6 6-3     |

#### Поражения (18)
| №   | Дата            | Турнир                         | Покрытие   | Соперница в финале  | Счёт                      |
| 1.  | 1 мая 2010      | Фес, Марокко                   | Грунт      | Ивета Бенешова      | 4-6 2-6                   |
| 2.  | 24 апреля 2011  | Фес, Марокко (2)               | Грунт      | Альберта Брианти    | 4-6 3-6                   |
| 3.  | 26 мая 2012     | Брюссель, Бельгия              | Грунт      | Агнешка Радваньская | 5-7 0-6                   |
| 4.  | 11 мая 2014     | Мадрид, Испания                | Грунт      | Мария Шарапова      | 6-1 2-6 3-6               |
| 5.  | 7 июня 2014     | Открытый чемпионат Франции     | Грунт      | Мария Шарапова      | 4-6 7-6(5) 4-6            |
| 6.  | 26 октября 2014 | Финал тура WTA                 | Хард (зал) | Серена Уильямс      | 3-6 0-6                   |
| 7.  | 16 августа 2015 | Торонто, Канада                | Хард       | Белинда Бенчич      | 6-7(5) 7-6(4) 0-3 — отказ |
| 8.  | 23 августа 2015 | Цинциннати, США                | Хард       | Серена Уильямс      | 3-6 6-7(5)                |
| 9.  | 21 мая 2017     | Рим, Италия                    | Грунт      | Элина Свитолина     | 6-4 5-7 1-6               |
| 10. | 10 июня 2017    | Открытый чемпионат Франции (2) | Грунт      | Елена Остапенко     | 6-4 4-6 3-6               |
| 11. | 20 августа 2017 | Цинциннати, США (2)            | Хард       | Гарбинье Мугуруса   | 1-6 0-6                   |
| 12. | 8 октября 2017  | Пекин, Китай                   | Хард       | Каролин Гарсия      | 4-6 6-7(3)                |
| 13. | 27 января 2018  | Открытый чемпионат Австралии   | Хард       | Каролина Возняцки   | 6-7(2) 6-3 4-6            |
| 14. | 20 мая 2018     | Рим, Италия (2)                | Грунт      | Элина Свитолина     | 0-6 4-6                   |
| 15. | 19 августа 2018 | Цинциннати, США (3)            | Хард       | Кики Бертенс        | 6-2 6-7(6) 2-6            |
| 16. | 16 февраля 2019 | Доха, Катар                    | Хард       | Элизе Мертенс       | 6-3 4-6 3-6               |
| 17. | 11 мая 2019     | Мадрид, Испания (2)            | Грунт      | Кики Бертенс        | 4-6 4-6                   |
| 18. | 31 октября 2021 | Клуж-Напока, Румыния           | Хард (зал) | Анетт Контавейт     | 2-6 3-6                   |

### Финалы турнировITFв одиночном разряде (8)

#### Победы (6)
| Легенда:          |
| ----------------- |
| WTA 125 (0)*      |
| 100.000 USD (0+1) |
| 75.000 USD (0)    |
| 50.000 USD (0)    |
| 25.000 USD (2)    |
| 10.000 USD (4+3)  |

| Титулы по покрытиям | Титулы по месту месту проведения матчей турнира |
| ------------------- | ----------------------------------------------- |
| Хард (0)*           | Зал (0)                                         |
| Грунт (6+4)         | Зал (0)                                         |
| Трава (0)           | Открытый воздух (6+4)                           |
| Ковёр (0)           | Открытый воздух (6+4)                           |

* количество побед в одиночном разряде + количество побед в парном разряде.
| №  | Дата            | Турнир              | Покрытие | Соперница в финале | Счёт        |
| 1. | 30 апреля 2007  | Бухарест, Румыния   | Грунт    | Кристина Миту      | 7-6(5) 6-0  |
| 2. | 7 мая 2007      | Бухарест, Румыния   | Грунт    | Патриция Майр      | 6-3 3-6 6-2 |
| 3. | 28 апреля 2008  | Бухарест, Румыния   | Грунт    | Елена Богдан       | 6-1 6-3     |
| 4. | 12 мая 2008     | Бухарест, Румыния   | Грунт    | Стефани Вонсюти    | 7-6(4) 6-3  |
| 5. | 23 июня 2008    | Кристинхамн, Швеция | Грунт    | Анна Шефер         | 6-3 6-2     |
| 6. | 31 августа 2009 | Марибор, Словения   | Грунт    | Каталин Мароши     | 6-4 6-2     |

#### Поражения (2)
| №  | Дата            | Турнир             | Покрытие   | Соперница в финале | Счёт        |
| 1. | 27 апреля 2009  | Макарска, Хорватия | Грунт      | Татьяна Малек      | 1-6 6-4 4-6 |
| 2. | 17 октября 2010 | Торхаут, Бельгия   | Хард (зал) | Янина Викмайер     | 3-6 2-6     |

### Финалы турнировWTAв парном разряде (2)

#### Победы (1)
| №  | Дата          | Турнир           | Покрытие | Партнёрша          | Соперницы в финале                   | Счёт           |
| 1. | 6 января 2018 | Шэньчжэнь, Китай | Хард     | Ирина-Камелия Бегу | Барбора Крейчикова Катерина Синякова | 1-6 6-1 [10-8] |

#### Поражения (1)
| №  | Дата         | Турнир           | Покрытие | Партнёрша        | Соперницы в финале               | Счёт       |
| 1. | 31 июля 2016 | Монреаль, Канада | Хард     | Моника Никулеску | Елена Веснина Екатерина Макарова | 3-6 6-7(5) |

### Финалы турнировITFв парном разряде (4)

#### Победы (4)
| №  | Дата           | Турнир            | Покрытие | Партнёрша           | Соперницы в финале               | Счёт            |
| 1. | 30 апреля 2007 | Бухарест, Румыния | Грунт    | Ионелла-Андреа Йова | Лаура-Йоана Андрей Иоанна Гаспар | 6-4 2-6 6-3     |
| 2. | 7 мая 2007     | Бухарест, Румыния | Грунт    | Ирина-Камелия Бегу  | Лаура-Йоана Андрей Йоанна Гаспар | 6-4 6-2         |
| 3. | 28 апреля 2008 | Бухарест, Румыния | Грунт    | Йонелла-Андреа Йова | Шона Ли Оксана Хомик             | 6-3 6-1         |
| 4. | 4 мая 2009     | Бухарест, Румыния | Грунт    | Ирина-Камелия Бегу  | Юлия Гёргес Сандра Клеменшиц     | 2-6 6-0 [12-10] |

## История выступлений на турнирах
| Турнир                                  | 2009          | 2010          | 2011          | 2012  | 2013          | 2014          | 2015          | 2016   | 2017          | 2018          | 2019          | 2020          | 2021          | 2022          | Итог   | В/П за карьеру |
| --------------------------------------- | ------------- | ------------- | ------------- | ----- | ------------- | ------------- | ------------- | ------ | ------------- | ------------- | ------------- | ------------- | ------------- | ------------- | ------ | -------------- |
| Турниры Большого шлема                  |               |               |               |       |               |               |               |        |               |               |               |               |               |               |        |                |
| Открытый чемпионат Австралии            | -             | К             | 3Р            | 1Р    | 1Р            | 1/4           | 1/4           | 1Р     | 1Р            | Ф             | 4Р            | 1/2           | 1/4           | 4Р            | 0 / 12 | 31-12          |
| Открытый чемпионат Франции              | К             | 1Р            | 2Р            | 1Р    | 1Р            | Ф             | 2Р            | 4Р     | Ф             | П             | 1/4           | 4Р            | -             | 2Р            | 1 / 12 | 32-11          |
| Уимблдонский турнир                     | -             | К             | 2Р            | 1Р    | 2Р            | 1/2           | 1Р            | 1/4    | 1/4           | 3Р            | П             | НП            | -             | 1/2           | 1 / 10 | 29-9           |
| Открытый чемпионат США                  | -             | 1Р            | 2Р            | 2Р    | 4Р            | 3Р            | 1/2           | 1/4    | 1Р            | 1Р            | 2Р            | -             | 4Р            | 1Р            | 0 / 12 | 20-12          |
| Итог                                    | 0 / 0         | 0 / 2         | 0 / 4         | 0 / 4 | 0 / 4         | 0 / 4         | 0 / 4         | 0 / 4  | 0 / 4         | 1 / 4         | 1 / 4         | 0 / 2         | 0 / 2         | 0 / 4         | 2 / 46 |                |
| В/П в сезоне                            | 0-0           | 0-2           | 5-4           | 1-4   | 4-4           | 17-4          | 10-4          | 11-4   | 10-4          | 15-3          | 15-3          | 8-2           | 7-2           | 9-4           |        | 112-44         |
| Олимпийские игры                        |               |               |               |       |               |               |               |        |               |               |               |               |               |               |        |                |
| Летняя олимпиада                        | Не проводился | Не проводился | Не проводился | 1Р    | Не проводился | Не проводился | Не проводился | -      | Не проводился | Не проводился | Не проводился | Не проводился | -             | НП            | 0 / 1  | 0-1            |
| Итоговые турниры                        |               |               |               |       |               |               |               |        |               |               |               |               |               |               |        |                |
| Итоговый турнир WTA                     | -             | -             | -             | -     | -             | Ф             | Группа        | Группа | Группа        | -             | Группа        | НП            | -             | -             | 0 / 5  | 7-10           |
| Турнир чемпионок WTA / Трофей элиты WTA | -             | -             | -             | -     | П             | -             | -             | -      | -             | -             | -             | Не проводился | Не проводился | Не проводился | 1 / 1  | 5-0            |

К — проигрыш в квалификационном турнире.